# BSA 2¼ HP Model
Het  BSA 2¼ HP Model was een 250cc-motorfiets die het Britse merk BSA uit Birmingham in 1915 produceerde.

## Voorgeschiedenis
De Birmingham Small Arms Company dankte haar naam aan de oorspronkelijke productie van wapens. Rond 1869 was men al fietsen gaan produceren en vanaf 1903 ook speciale frames waarin klanten zelf een inbouwmotor van merken als Minerva (België) of Fafnir (Duitsland) konden monteren. Britse motorblokken waren in die tijd nog vrijwel niet voorhanden. In 1909 volgde het eerste prototype van een BSA-auto. In 1910 begon de productie van de eerste eigen motorfietsen, de 500cc-BSA 3½ HP-serie, die nog geen versnellingsbak had. Alleen het Model C kon geschakeld worden door middel van een naafversnelling. In 1914 was alleen het Model D nog in productie, zonder koppeling en zonder versnellingen.

## 2¼ HP Model
In 1915 kwam BSA met nieuwe modellen, de 4½ HP-modellen H en K, die vooral als zijspantrekker bedoeld waren, en het lichte, 250cc-2¼ HP Model. BSA gaf toen aan voor de toekomst te vertrouwen op de productie van lichte modellen. Het nieuwe model had een boring en slag van 68 mm, waardoor de cilinderinhoud precies 247 cc bedroeg. BSA had met de productie van de BSA-auto's voldoende ervaring met versnellingsbakken opgedaan. BSA had niet gekozen voor een lichte constructie met bijvoorbeeld een tweetaktmotor, maar leverde een robuuste zijklepmotor waarvan de drijfstang in een kogellager draaide. De krukas- en drijfstanglagers waren zelfs even groot als die van de 500cc-modellen. De kleppen zaten naast elkaar aan de rechterkant, en de inlaatnokkenas dreef via een kettinkje ook de ontstekingsmagneet die achter de cilinder zat aan. De smering verliep via het gebruikelijke total loss-systeem met een oliecompartiment in de brandstoftank, voorzien van een handpompje. In het rechter van de twee vliegwielen zat wel een sleuf die olie opving en via centrifugaalkracht naar het drijfstanglager spoot. De machine had een chain-cum-belt drive: een ketting bracht de kracht van de krukas over naar de drieversnellingbak en van daaruit dreef een aandrijfriem het achterwiel aan. Dat was niet alleen een geodkopere oplossing, maar klanten hadden er ook meer vertrouwen in dan in een aandrijfketting. Er was geen koppeling en ook geen kickstarter aan boord. De aandrijfpoelie op het achterwiel was tevens het aangrijpingspunt van de belt rim brake. In het voorwiel zat een simpele velgrem. Uiteraard had de machine nog een flattank. De spatborden waren fors uitgevoerd en aan de achterkant van de bagagedrager zat een tasje met boordgereedschap. Er was alleen een achterwielstandaard toegepast.

## Einde productie
Hoewel het 2¼ HP Model in het voorjaar van 1915 op de markt kwam, maakte de Eerste Wereldoorlog een einde aan alle productie van civiele motorfietsen. In de oorlog viel BSA terug op de fabricage van Lewis Guns, granaten en militaire voertuigen, hoewel er nog wel kleine aantallen (zwaardere) motorfietsen geproduceerd werden, onder andere voor het Russische leger. Deze order was aan het Britse Ministerie van Oorlog gedaan en ook AJS, Norton en Sunbeam kregen er een deel van. Na de oorlog leverde men alleen nog de 557cc-eencilinders en de 770cc-V-twin Model E. Pas in 1924 kwam er weer een 250cc-zijklepper, het BSA Model B Round Tank.